# Nanto (Toyama)
Pour les articles homonymes, voir Nanto.
Nanto (南砺市, Nanto-shi) est une ville située dans la préfecture de Toyama, au Japon.

## Géographie

### Situation
Nanto se trouve dans le sud-ouest de la préfecture de Toyama et est bordée par la préfecture d'Ishikawa à l'ouest et la préfecture de Gifu au sud. La partie nord de la ville se trouve dans les plaines de Tochi et la partie sud de la ville est montagneuse.

### Démographie
En mars 2022, la population de Nanto était de 48 312 habitants, répartis sur une superficie de 668,64 km2.

## Histoire
La ville de Nanto a été créée en 2004 de la fusion des bourgs de Fukuno, Inami, Jōhana et Fukumitsu, et des villages d'Inokuchi, Kamitaira, Taira et Toga.

## Culture locale et patrimoine
- Gokayama, un ancien village traditionnel classé au patrimoine mondial de l'humanité.
- Takase-jinja.

## Transports
Nanto est desservie par la ligne Jōhana de la JR West. 

## Jumelages
Nanto est jumelée avec :
- Shaoxing (Chine)
- Delphes (Grèce)
- Arosa (Suisse)
- District de Pyeongchang (Corée du Sud)
- Tukuche (Népal)
- Marlboro Township (États-Unis)

## Personnalités liées à la municipalité
- Tsunenori Kawai (1937-2017), homme politique japonais mort à Nanto.